# ワムスッタ
ワムスッタ（Wamsutta、ワムサダともいう、1634年? - 1662年）は、ワンパノアグ族インディアンの酋長のひとり。入植初年に飢えと寒さに苦しんだ「ピルグリムファーザーズ」に食糧を与え、命を助けたことで有名なマサソイト酋長の長男。マサソイトの死後、ワンパノアグ族酋長となる。

## 人物
入植初年に飢えと寒さに苦しんだ「ピルグリムファーザーズ」（ニューイングランドに入植したイギリス白人）に食糧を与え、命を助けたことで有名なマサソイト酋長の長男であり、「フィリップ王戦争」で白人侵略者と闘った「フィリップ王」ことメタコメット酋長の兄である。
白人は弟のメタコメットを「フィリップ王」と呼んだのと同様に、ワムスッタを「アレキサンダー（Alexander）」と呼んだ。古代マケドニアの2人の王ピリッポス2世とアレクサンドロス大王を記念して、ワムスッタとメタコメットの2人の若者にこの渾名を付けたのである。
白人はインディアンの社会が合議制であり、「チーフ」（酋長）はその中の調停役であるということが理解できず、酋長を独任制に立脚した首長、あるいは「権力者」だと勘違いしていた。彼らの「王」というあだ名は、この誤解から生じたものである。インディアンの酋長に、部族民を従属させるような権限はない。
ワンパノアグ族の酋長だった父マサソイトは1661年に死んだ。長男のワムスッタは父の後を引き継ぎ、部族の新酋長になった。

## フィリップ王戦争
1656年に、白人入植者から弟メタコメットと共に「アレキサンダー王」と「フィリップ王」のあだ名をつけられた。白人は入植地を拡大して行こうとしていたので、ワムスッタは父マサソイトが白人と築いた同盟を維持するのは微妙な状態に置かれていた。そしてイギリス人は植民地問題を解決するため、1662年プリマスのイギリス当局はワムスッタをプリマス入植地に呼び出した。白人は「大酋長」のワムスッタと盟約すれば、ワンパノアグ族全員がこれに従うだろうと考えたからである。
ワムスッタはインディアン文化の基本である、合議の話し合いの中で、白人がかつて父との間で結んだ条約に異議があるとイギリス当局に申し出た。インディアンから見れば、マサソイトが結んだ「条約」は、あくまでマサソイトと白人の個人的な取り決めである。またインディアンに「土地を売り買いしたり譲渡する」という文化は存在しなかったので、そもそも彼らはこの条約を理解していなかった。
しかしワムスッタはプリマスでの間に病気になり、村に帰る途中に謎の死を遂げてしまう。ワンパノアグ族側は白人がワムスッタを毒殺したと主張し激しく怒った。ワムスッタの死で弟のメタコメットが新酋長になり、部族員は合議の結果、白人に対して戦いを挑んだ。白人はメタコメットを「首謀者」だと誤解し、これを酋長の渾名を採って「フィリップ王戦争」と名付けた。「フィリップ王戦争」の原因は、白人のインディアン文化に対する無理解である。